# Richard Wellesley

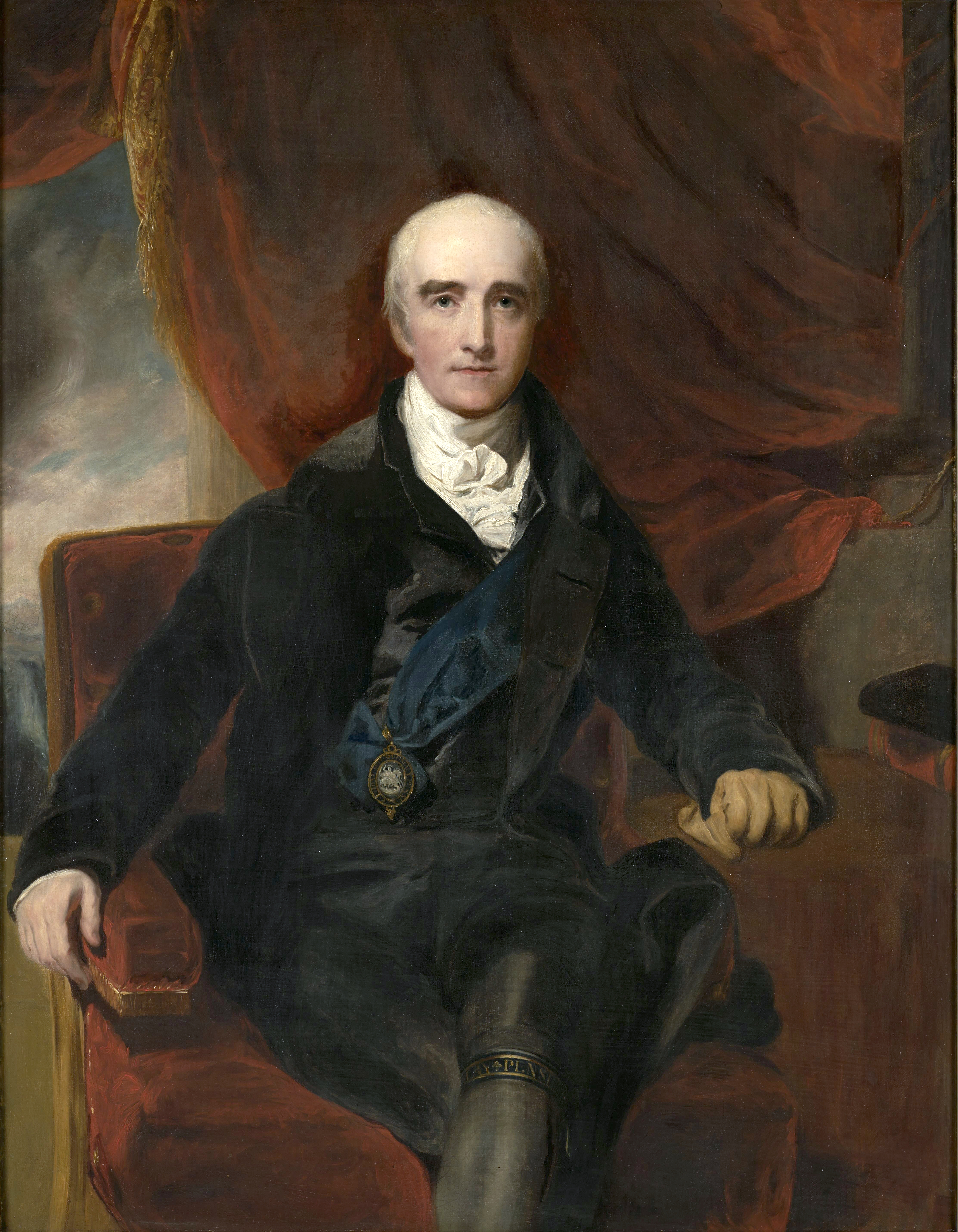
Richard Wellesley, markies Wellesley. Olieverfportret door Thomas Lawrence, tussen 1813 en 1830.

Richard Colley Wellesley, 1e Marquess (markies) Wellesley en 2e Earl (graaf) van Mornington (20 juni 1760 - Knightsbridge, 26 september 1842) was een Iers en Brits koloniaal bestuurder en politicus. Hij was gouverneur-generaal van Brits-Indië (het huidige India) tussen 1798 en 1805. In die positie voerde hij een agressief-kolonialistische expansiepolitiek, grotendeels tegen de zin van de directeuren van de East India Company. Door oorlogen en verdragen met binnenlandse machthebbers overzag hij een grote uitbreiding van de Britse macht over India. Tussen 1809 en 1812 diende hij als Foreign Secretary (minister van buitenlandse zaken) van het Verenigd Koninkrijk. Ook was hij Lord Lieutenant van Ierland tussen 1821 en 1828 en opnieuw in 1833 en 1834. Hij speelde een rol bij de gelijkberechtiging van de katholieken en de hervorming van het kiesstelsel in het Verenigd Koninkrijk in 1832. In Ierland probeerde hij tussen protestanten en katholieken het midden te houden. Dat was een opvallend verschil met zijn voorgangers, maar een oplossing van het conflict kwam er niet mee in zicht. Richard Wellesley was de oudere broer van Arthur Wellesley, de hertog van Wellington, die Napoleon versloeg bij Waterloo.

## Jeugd en politieke ambitie

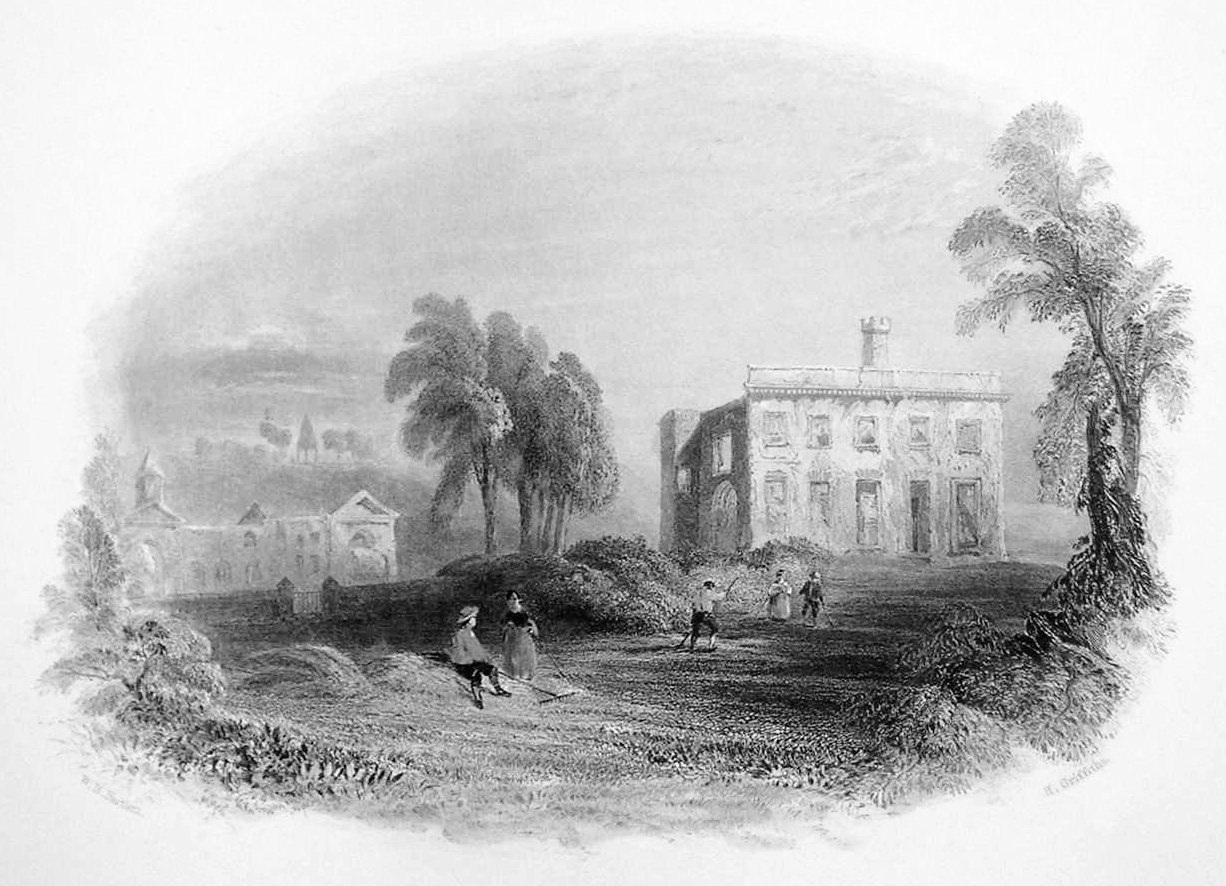
Dangan Castle, het Ierse ouderlijk huis van de Wellesleys. Gravure door W.H. Bartlett, 1842.

Wellesley werd in 1760 geboren in Dangan Castle, in het Ierse county Meath. Hij was de oudste zoon van de Britse edelman Garret Wellesley, earl van Mornington en diens vrouw Anne Hill, een bankiersdochter uit Dublin. De familie behoorde zowel tot de zogenaamde "Old English" (Engelsen die al vanaf de middeleeuwen in Ierland woonden) als tot de protestantse bovenklasse in Ierland die Protestant Ascendency genoemd wordt. Garret Wellesley was een tamelijk bekende componist en doceerde muziek aan Trinity College. Hij besteedde zijn tijd aan de muziek en verwaarloosde het beheer van het landgoed. De moeder was zeer ambitieus en zorgde ervoor dat haar zeven kinderen de beste opleiding kregen, met name Richard, die een intelligent en leergierig kind bleek. De familie verhuisde naar Londen zodat Richard naar een goede school kon gaan. Hij bezocht Eton College en vanaf 1778 Christ Church (Oxford), waar hij uitblonk in de klassieken. Een van zijn medeleerlingen was William Grenville, de zoon van premier George Grenville, met wie hij een vriendschap sloot die hem later hielp in zijn carrière. Wellesleys opmerkelijk goede resultaten op school moeten de jonge Richard hebben overtuigd dat hij voorbestemd was tot grote dingen, en verklaren de ambitie en grootheidswaan die zijn latere carrière kenmerkten.

### Parlementariër in Dublin en Westminster
Vader Garret Wellesley stierf onverwachts in 1781. Richard erfde zijn vaders titel en zetel in het Ierse hogerhuis. Hij besloot zijn studie in Oxford niet af te maken en keerde terug naar Dublin om zijn zetel in het Ierse parlement op te nemen. Hij erfde zijn vaders schulden en de financiële verantwoordelijkheid voor de opleiding van zijn vier jongere broers en twee zussen, die met de moeder in Londen bleven. De spilzieke vader en grootvader hadden de familie in slechte financiën achtergelaten en uiteindelijk was Wellesley gedwongen alle Ierse bezittingen te verkopen. Politiek gezien was hij een voorstander van meer rechten voor katholieken, maar hij hechtte sterk aan orde en was een tegenstander van parlementaire hervormingen. Ook was hij actief binnen de vrijmetselarij: in 1782 werd hij grootmeester van de Grand Lodge of Ireland. Door zijn tijdgenoten werd hij als zeer intelligent en capabel beschreven, maar ook eerzuchtig, pompeus en ijdel. Hij was een man die moeilijk vrienden maakte. Zelfs zijn familie had soms moeite met hem om te gaan.
Wellesley zag in dat de mogelijkheden voor een politieke carrière in Westminster beter waren dan in Dublin. Dankzij zijn contact met Grenville en diens broer, de markies van Buckingham, werd hij in 1784 lid van het Britse lagerhuis voor de liberale Whig Party. In 1786 werd hij benoemd tot Lord of the Treasury, een lid van het parlementaire comité dat over de schatkist waakte. Hij steunde de vrijhandelspolitiek van premier William Pitt de Jongere, een politieke bondgenoot van de Grenvilles.

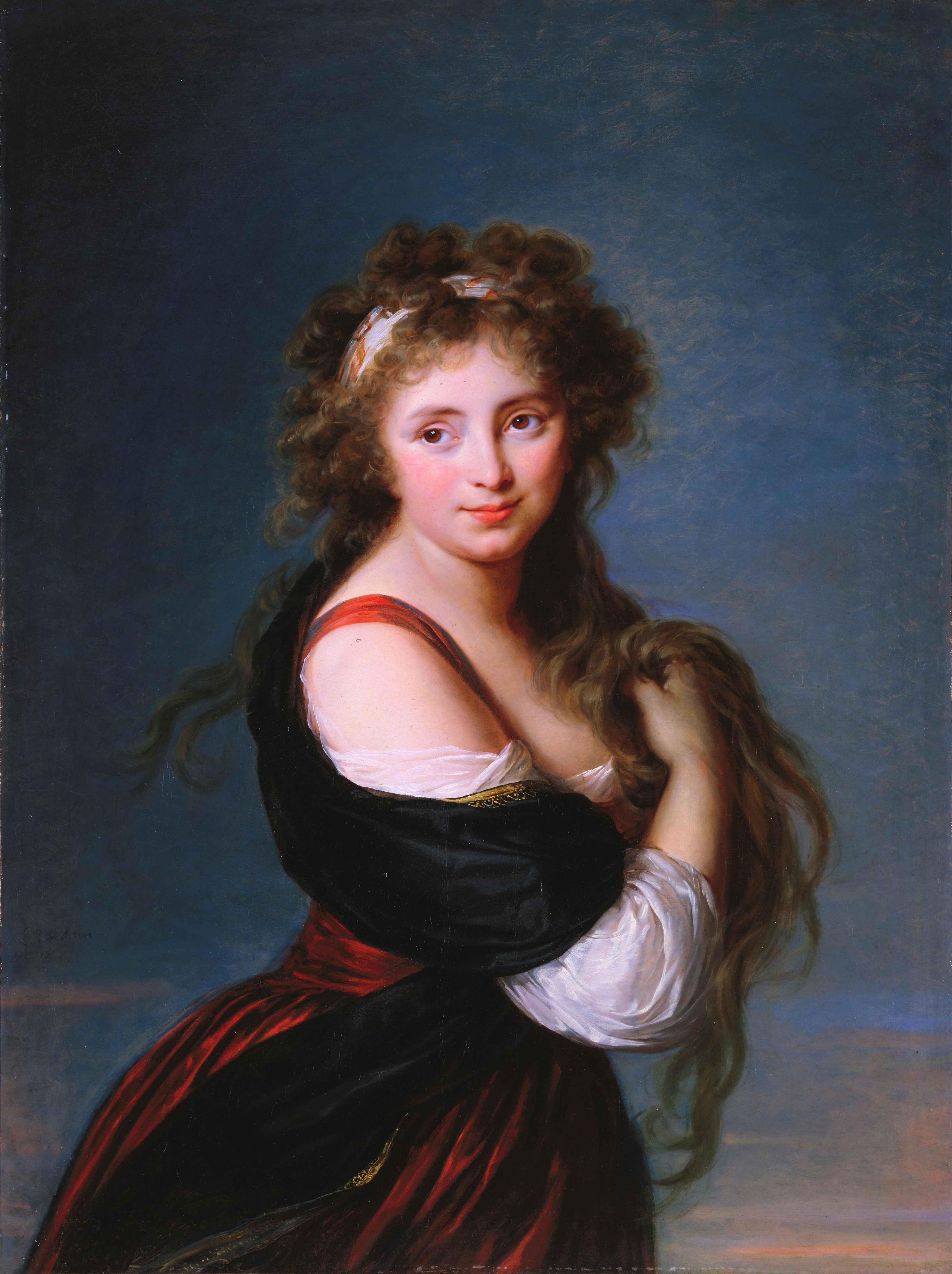
Hyacinthe Gabrielle Roland, de minnares met wie Richard Wellesley vijf buitenechtelijke kinderen had voor hij in 1794 met haar trouwde. Olieverfportret op doek, 1791, door Louise Élisabeth Vigée Le Brun.

In 1786 begon Wellesley een romance met Hyacinthe Gabrielle Roland, de dochter van een Franse actrice. Hoewel het paar vijf kinderen kreeg trouwden ze pas in 1794, omdat de verbintenis sociaal volstrekt onacceptabel was. Wellesley ambieerde een ministerspost en verheffing in de Britse adelstand, niet alleen omdat dit hem een zetel in het Britse hogerhuis op zou leveren, maar ook omdat hij een grote behoefte aan erkenning had. Zijn eerzucht belette hem echter opportunistisch te zijn. Met lieden die hij onder zijn intellectuele of sociale klasse vond staan kon hij slechts moeilijk omgaan of samenwerken. Als gevolg was hij slecht in de onderhandelingen die nodig zijn bij het vaststellen van beleid of oplossen van politieke problemen. Toen in 1791 van hogerhand nog steeds geen beroep op hem gedaan werd, besloot hij met zijn minnares een reis door Europa te maken. Ze bezochten eerst Frankrijk, waar de omstandigheden onder het nieuwe revolutionaire regime hem verwonderden en verafschuwden. Daarna bezocht het paar Italië, Oostenrijk, Duitsland en de Oostenrijkse Nederlanden.

### Wellesley in de Board of Control
Terug in Westminster profileerde hij zich in de strijd tegen de slavernij, zich aansluitend bij abolutionisten als William Wilberforce. Wellesleys passie in dit debat trok de aandacht van premier Pitt, tot wiens persoonlijke kring vrienden hij inmiddels was gaan behoren. Wellesley verdedigde in het parlement het besluit van de Britse regering de Franse revolutionairen de oorlog te verklaren. In ruil zorgde Pitt er in 1793 voor dat Wellesley tot lid van het Board of Control voor India werd benoemd. De Board of Control overzag de koloniën in Brits-Indië en de activiteiten van de East India Company, die in Indië het Britse gezag uitoefende. In deze positie raakte Wellesley bekend met de situatie in Indië. De Amerikaanse Onafhankelijkheidsoorlog (1775-1783) had het gevoel gecreëerd dat de Britse positie als wereldmacht wankelde door het verlies van de koloniën in Noord-Amerika. Met de voorzitter van de Board of Control, Henry Dundas, deelde Wellesley de mening dat India de kern van een nieuw Brits imperium moest worden. Hij had een grote minachting voor de directeuren van de Company en hun uitgangspunt zoveel mogelijk winst te maken. Zijn werkelijke ambitie, die hij in persoonlijke correspondentie met Pitt niet verborg, was een ministerspost in de Britse regering. Naarmate de jaren voorbij gingen stelden zijn vrienden hem echter keer op keer teleur.
In 1797 kwam voor Wellesley eindelijk de kans zich te bewijzen in een functie die overeenkwam met zijn eerzucht. Vanwege zijn kennis van Brits-Indië werd hij tot gouverneur-generaal benoemd, als opvolger van John Shore. Zijn verblijf in India betekende dat hij zijn vrouw en kinderen in Engeland moest achterlaten, maar hij aanvaardde de benoeming gretig en begon zich meteen in te lezen. Pitts India Act van 1784 stelde dat het doel in India was de handel te beschermen en militaire conflicten te voorkomen, maar Wellesley was niet van plan zich daar veel van aan te trekken. Zijn jongere broer Arthur, die met Richards hulp carrière in het leger had gemaakt, was in 1795 al als militair naar India uitgezonden. Een andere broer, Henry, werd door Richard tot zijn secretaris benoemd en reisde mee naar Calcutta. De benoeming in India kwam met een verheffing tot baron in de Britse adelstand, eveneens een eerbewijs waar Wellesley lang naar had uitgekeken.

## Gouverneur-generaal van Brits-Indië

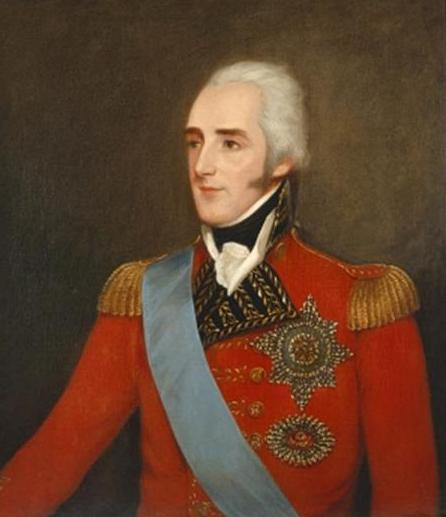
Richard Wellesley, de graaf van Mornington, als gouverneur-generaal van Brits-Indië. Olieverf op doek, Robert Home, 1803.

Indië of India had eeuwenlang Europeanen aangetrokken en geassimileerd. Aan het einde van de 18e eeuw gingen Europese kolonisten het gebied steeds meer zien als een plek waar snel roem en fortuin gemaakt kon worden. De East India Company had halverwege de 18e eeuw door conflicten met inheemse heersers het landsbestuur over delen van India in handen gekregen, maar dit werd aanvankelijk als een noodzakelijk kwaad beschouwd; een manier om de handelsbelangen van de Company veilig te stellen. Expansie-oorlogen waren niet in het belang van de Company, omdat ze de handel schaadden en geld kostten. Wellesley toonde echter nooit veel interesse in de handel of zelfs in de financiën van de Britse koloniën. Hij was de belichaming van een nieuwe imperialistische aanpak, die ook door minister Dundas werd gesteund. Het doel was de lokale machthebbers die een bedreiging vormden onder Britse controle te brengen, desnoods met militaire middelen. Een andere prioriteit was het terugdringen van Franse invloed over de inheemse hoven.
De Board of Control was vooral bang voor de Franse invloed over de hoven van Haiderabad, Mysore en de Maratha's. Onderweg naar India was Wellesley de voormalige resident aan het hof van Haiderabad, William Kirkpatrick, tegengekomen tijdens een oponthoud op de Kaap. Kirkpatrick verschafte hem inlichtingen over de situatie in India. Wellesley benoemde Kirkpatrick tot zijn secretaris en nam hem mee terug naar Calcutta. Samen met Wellesleys gewoonte zich uitstekend in te lezen vormde zijn vertrouwen in Kirckpatrick de basis voor de opvallende successen die hij in zijn eerste jaren als gouverneur-generaal boekte. Kirkpatricks jongere halfbroer James, die als resident in Haiderabad was aangesteld, kreeg een volmacht om de nizam van Haiderabad te overtuigen een bondgenootschap met de Britten te sluiten. De jongere Kirkpatrick bleek een opvallend handige diplomaat, en won het vertrouwen van de nizam. In 1798 beval de nizam de ontbinding van het in de stad gelegerde Franse regiment. In plaats daarvan vroeg hij Kirkpatrick om Britse regimenten op te richten. Deze aanzienlijke diplomatieke overwinning maakte de weg vrij voor een Britse invasie van het sultanaat Mysore, dat door de Franse bondgenoot Tipu Sultan geregeerd werd.

### Afrekening met Mysore
Mysore was een dynamische en gemoderniseerde staat en de belangrijkste tegenstander van de Britten in het zuiden van India. Wellesley gebruikte de onderschepping van een briefwisseling tussen Tipu en Napoleon en de Franse expeditie in Egypte als casus belli. De Britse overwinning in de slag bij Aboekir (augustus 1798) maakte een Franse invasie van India onmogelijk en van Tipu hadden de Britten na hun overwinning in de Derde Oorlog tussen Mysore en de Britten (1790-1792) niet veel meer te vrezen. De Vierde Oorlog tussen Mysore en de Britten van 1799 was in werkelijkheid een eenzijdig conflict waarin de Britten de agressors waren.

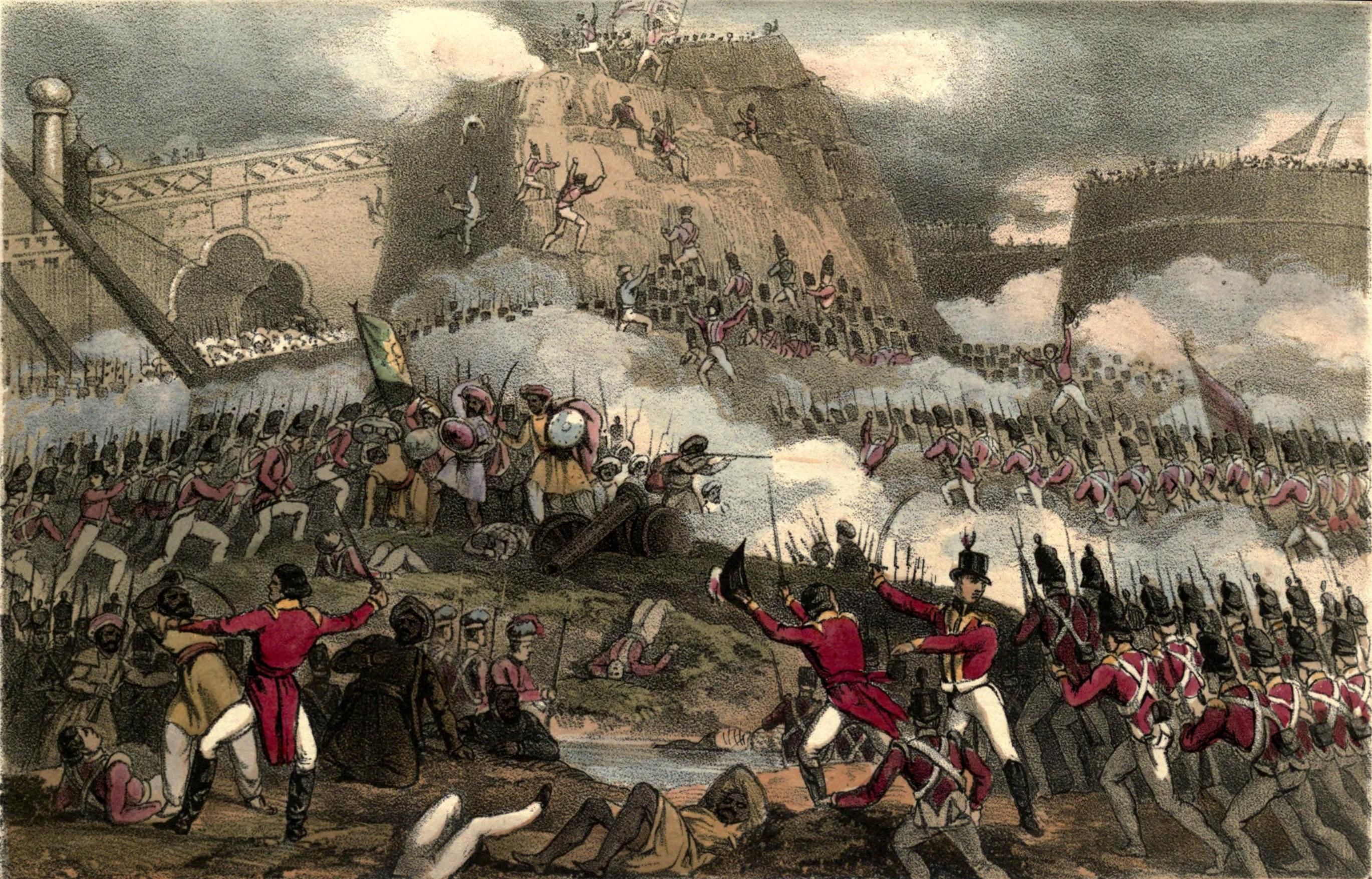
De bestorming van Seringapatam op 4 mei 1799 vormde het einde van de oorlog met Mysore. Britse lithografie uit 1848.

Nog niet eerder hadden de Britten in India een militaire campagne opgezet op de schaal van Wellesleys oorlog tegen Mysore. Vier nieuwe Britse regimenten uit Haiderabad en het leger van generaal Harris uit het zuiden van India rukten gelijktijdig op naar Seringapatam, de hoofdstad van Tipu Sultan. In mei 1799 werd de stad bestormd en ingenomen. Tipu Sultan bevond zich onder de gesneuvelde verdedigers. Zijn voormalige rijk werd opgedeeld. Delen werden aan Haiderabad gegeven of kwamen onder direct Brits bestuur te staan. In Mysore zelf stelde Richard Wellesley een marionet als radja aan, terwijl het werkelijke gezag in handen van zijn broer Arthur kwam. De onderwerping van Mysore maakte van de Britten de onbetwiste machthebbers over het zuiden van India.
Wellesley zag de overwinning op Tipu Sultan als zijn persoonlijke verdienste. In zijn ogen had hij aangetoond dat de jaren van vergeefse politieke ambities een grote miskenning hadden ingehouden. Gedreven door zijn ijdele karakter en levenslange minderwaardigheidscomplex verzocht hij zijn superieuren in Londen hem passend te belonen. Hij stuurde zijn broer Henry terug naar Engeland om zijn beloning te helpen regelen en de koning geschenken te brengen uit de buit van Seringapatam. Dundas en Pitt besloten Wellesley tot Marquess (markies) te laten verheffen. Omdat Wellesleys kinderen buitenechtelijk waren, vormde een verzoek zijn oudste zoon een politieke functie te bezorgen een probleem. Dundas stelde voor in plaats daarvan een eenmalig bedrag van 100.000 pond aan Wellesley te schenken, dat zijn kinderen ten goede kon komen.
Het is duidelijk dat Dundas en Pitt Wellesley een grote dienst probeerden te bewijzen. Ze bleken de eerzucht van hun vriend echter te hebben onderschat. Wellesley reageerde beledigd, gekwetst en teleurgesteld. De beloning kwam niet overeen met de erkenning die hij zocht. Hij had gehoopt op een verheffing tot de hogere Engelse adelstand, niet de Ierse. Zijn reactie was irrationeel: hij weigerde het enorme geldbedrag en bleef demonstratief zijn oude titel voeren. Wellesley onderging een geestelijke ineenstorting, ook omdat de vreemde, exotische omgeving en de lange scheiding van zijn vrouw en kinderen hun tol begonnen te eisen. Hyacinthe zelf was verbijsterd dat haar man de riante beloning niet aanvaardde en uitte haar woede daarover in haar brieven aan hem. Dit zou de relatie tussen de echtelieden blijvend beschadigen: na Wellesleys terugkeer uit India was het voorheen innige huwelijk een kille verstandhouding geworden.

### Subsidiaire verdragen
Wellesleys zenuwinzinking ging niet onopgemerkt voorbij aan zijn ondergeschikten. De bevelhebber van de Britse strijdkrachten in India, sir Alured Clarke, stelde de steeds minder rationele beslissingen van de gouverneur-generaal ter discussie. Het ingebeelde uitblijven van voldoende waardering maakte dat Wellesley zelf op steeds agressievere manier op zoek ging naar verdere gebiedsuitbreiding. Behalve door directe militaire confrontatie annexeerde Wellesley nieuwe gebieden ook door zogenaamde "subsidiaire verdragen" met lokale heersers. Deze verdragen dwongen een lokaal heerser de soevereiniteit of een deel daarvan op te geven in ruil voor een staatspensioen. De verdragen werden vaak opgedrongen onder nauwelijks verhulde militaire of juridische dreigementen.
Na de verovering van Seringapatam was de correspondentie van Tipu Sultan in handen van de Britten gevallen. De nawab van de Carnatic, een Britse vazal en bondgenoot, bleek jarenlang correspondentie met Tipu Sultan te hebben onderhouden. Wellesley greep dit aan om de nawab van verraad te beschuldigen en een subsidiair verdrag op te dringen. De nawab weigerde zijn medewerking maar stierf in juli 1801, waarna de Britten een opvolger installeerden die wel akkoord ging met de bepalingen van het verdrag.
In het noorden van India was de staat Avadh van strategisch belang als buffer tussen de Britse kolonie Bengalen en invallen van de Maratha's en Afghanen uit het westen. De nawab, Saadat Ali Khan, was met eerdere verdragen tot een vazal gemaakt en moest een Britse resident aan zijn hof dulden. Een andere pretendent, Wazir Ali Khan, vormde een bedreiging die door Wellesley gebruikt werd om ingrijpen te rechtvaardigen. Wellesley adviseerde de nawab zijn troepen te ontbinden en in plaats daarvan Britse troepen te aanvaarden, die met geld van de nawab betaald zouden worden. Verder moest het bestuur van Avadh aan de Company overgedragen worden, omdat dit volgens Wellesley de enige manier was waarop de corruptie een halt kon worden toegeroepen. Toen de nawab weigerde deze plannen uit te voeren dreigde Wellesley met een militaire invasie - een dreigement dat hij lastig waar kon maken omdat zijn superieuren er geen goedkeuring aan zouden hebben gegeven.
In plaats van militaire actie zond Wellesley daarom in 1801 zijn uit Engeland teruggekeerde broer Henry naar Avadh als afgezant. De onderhandelingen leidden tot een overeenkomst. In ruil voor het behoud van zijn titels stond de nawab het bestuur over een groot deel van zijn grondgebied af aan de Company. De opbrengst van de afgestane gebieden diende gebruikt te worden om de nieuwe troepen te betalen. Opnieuw was Wellesley erin geslaagd de politieke macht van de Britten uit te breiden.

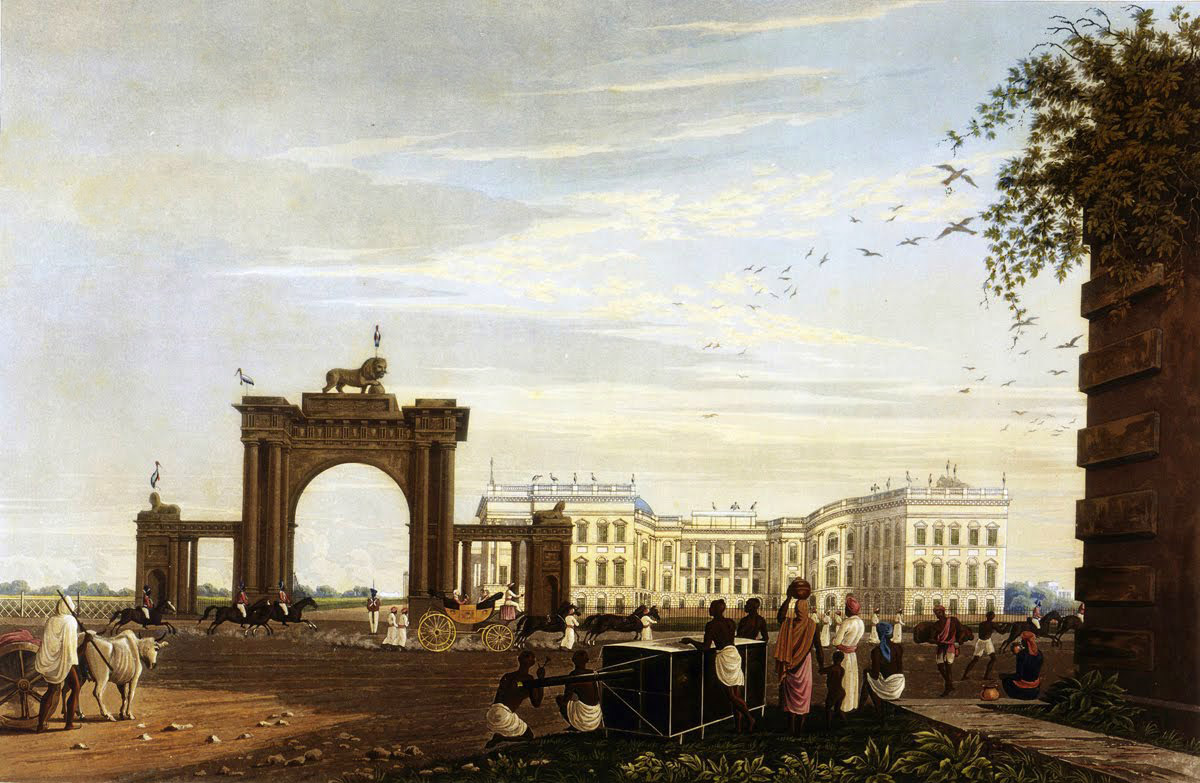
Government House, de residentie van de gouverneur-generaal die Wellesley in Calcutta liet bouwen in 1803. Gravure door James Baillie Fraser, 1819.

### Bouwprogramma
Wellesley verzocht zijn superieuren regelmatig de macht van de gouverneur-generaal te vergroten, en het koloniale staatsapparaat uit te breiden. Hij benadrukte de status van de Britse machthebbers en de gouverneur-generaal in het bijzonder met ceremonie en uiterlijk vertoon die zijn voorgangers vreemd was geweest. Wellesley zag de gouverneur-generaal als directe vertegenwoordiger van de koning, en vond dat hij over een groot aantal persoonlijke bedienden, lakeien en rijtuigen hoorde te beschikken om deze status te benadrukken. Ook ondernam hij een grootschalig bouwprogramma in Calcutta. Na afloop van zijn periode als gouverneur-generaal was de stad onherkenbaar veranderd. Voor de gouverneur-generaal liet hij het enorme Government House bouwen, een paleis dat tegenwoordig dient als residentie van de gouverneur van West-Bengalen. Ook liet hij bij Barrackpore ten noorden van de stad een groot park aanleggen.
Wellesley wantrouwde de beambten van de Company en probeerde hen te vervangen door een echt staatsapparaat. Indië zou volgens Wellesley voortaan bestuurd moeten worden door een nieuwe klasse van ambtenaren, die in het land zelf waren opgeleid. Daartoe stichtte hij het Fort William College in Calcutta. Hier konden Britse officieren buiten inheemse invloeden worden opgeleid. Later zou het college de opkomst van een inheemse intellectuele elite bevorderen; ook stimuleerde het de vertaling en studie van Indische talen en tradities. De stichting ervan stond aan het begin van de Bengaalse renaissance en vormde daarmee een belangrijke nalatenschap van Wellesley, hoewel dit hem waarschijnlijk niet voor ogen stond. De aanleg van het Government House en het college kostte elk meer dan 100.000 pond, voor die tijd fenomenale bedragen waar de directeuren van de Company flink van schrokken. Wellesley had de opdracht tot de bouw gegeven zonder hun medeweten.
In Europa vergde de oorlog met Napoleon alle aandacht, en de regering van Pitt wankelde wegens een verschil van inzicht met koning George III over de gelijkberechtiging van Ierse katholieken in de Act of Union (1800). In maart 1801 trad de regering van Pitt af. Dit had serieuze consequenties voor Wellesley, omdat ministers als Pitt, Grenville en Dundas in staat waren geweest de directeuren van de Company in toom te houden. Toen zij wegvielen dreigden de directeuren de financiering van Wellesleys bouwprogramma en militaire campagnes stop te zetten. Het streven naar handel en winst van de directeuren viel niet te verenigen met Wellesleys streven naar politieke macht.

### Oorlog tegen de Maratha's
De expansie van de Britse macht in zowel het noorden als zuiden maakte dat Brits gebied steeds dichter tegen dat van de Maratha's aan kwam liggen. Het Maratharijk was een losse federatie van verschillende staatjes, die in theorie ondergeschikt waren aan een centrale leider met de titel van peshwa. De peshwa had echter minder militaire middelen dan de belangrijkste factieleiders (maharadja's), zodat zijn gezag slechts berustte op de erkenning van de andere leiders dat hij het gemeenschappelijk belang diende. In 1794 kwam echter een nieuwe peshwa aan de macht, Baji Rao II, die niet door alle maharadja's erkend werd. De maharadja van Indore, Yashwant Holkar, versloeg in oktober 1802 een gecombineerd leger van de peshwa en maharadja Daulat Sindhia van Gwalior. Zijn troepen bezetten Poona, de residentie van de peshwa. De peshwa vluchtte naar de Britse kolonie Bombay.
Wellesleys voorgangers hadden ten opzichte van de Maratha's meestal een afwachtende politiek gevoerd. De interne twisten tussen de verschillende leiders werden als gunstig gezien omdat het de Maratha's van gezamenlijke actie weerhield. Wellesleys politiek daarentegen was erop gericht een subsidiair verdrag met de peshwa te sluiten, vergelijkbaar met de verdragen met Haiderabad, de Carnatic en Avadh. De gevluchte peshwa ondertekende in 1803 het hem aangeboden verdrag, waarmee Wellesley een excuus had zich met de Maratha's te bemoeien. De peshwa droeg politieke beslissingen over aan een Britse resident in ruil voor militaire bescherming en enkele gebieden langs de westkust van India. Wat Wellesley niet goed in leek te zien was dat de peshwa geen invloed over de andere factieleiders had. De maharadja's erkenden het verdrag dan ook niet, waardoor Wellesleys politiek op een grootschalige en kostbare oorlog uitliep.
Dat de Britten als winnaars uit de strijd kwamen was vooral te danken aan ervaren bevelhebbers als generaal Lake en Arthur Wellesley. Arthur had na de inname van Seringapatam bewezen een uitstekende gouverneur en militair bevelhebber te zijn. Hij was daarom de aangewezen persoon om de Britse veldtocht naar Poona te leiden. De stad viel zonder verzet in Britse handen, waarna de peshwa opnieuw geïnstalleerd werd op de troon. Marathaleiders als Holkar, Sindia en Raghoji Bhonsle van Berar weigerden echter de peshwa te erkennen. Sindia dreigde in plaats daarvan Haiderabad aan te vallen, zodat de Britten gedwongen waren de oorlog te verklaren. Lake leidde tijdens de moesson van 1803 een succesvolle campagne in het noorden, waarbij hij Delhi innam en Franse huurlingenlegers in dienst van Sindia versloeg. Arthurs troepen vielen tegelijkertijd de Maratha's vanuit het zuiden aan. Zijn overwinning in de Slag bij Assaye op de gezamenlijke troepen van Sindia en Bhonsle zorgde voor het omslagpunt in de oorlog, dat de maharadja's naar de onderhandelingstafel dwong.
Het verdrag dat volgde breidde de Britse invloed uit over alle hoeken van het Indisch Subcontinent. Hoewel dit een grote overwinning was, werd het in Londen met weinig enthousiasme ontvangen. De regering van Henry Addington had de handen vol aan het opnieuw uitbreken van de oorlog met Napoleon en was niet in staat de tegenwerking van de directeuren van de East India Company te stoppen. India was bovendien ver van huis, en was vergeleken bij de oorlog in Europa voor de Britse publieke opinie onbelangrijk.
Omdat uit Londen steun uitbleef en de tegenwerking groeide zag Wellesley zich genoodzaakt de eer aan zichzelf te houden en zijn ontslag als gouverneur-generaal in te dienen. Holkar legde zich ondertussen niet bij de situatie neer en Wellesley had geen andere keus dan de door de Britse regering ongewenste oorlog voort te zetten. In 1804 moesten aanvankelijk tegenslagen worden geïncasseerd, maar generaal Lake wist Holkar na een slepende campagne op de knieën te dwingen. Uit Londen was toen al het bericht gekomen dat Wellesley door de markies van Cornwallis moest worden vervangen. In de zomer van 1805 zette Wellesley zeil richting Europa.

## Wellesley als staatsman

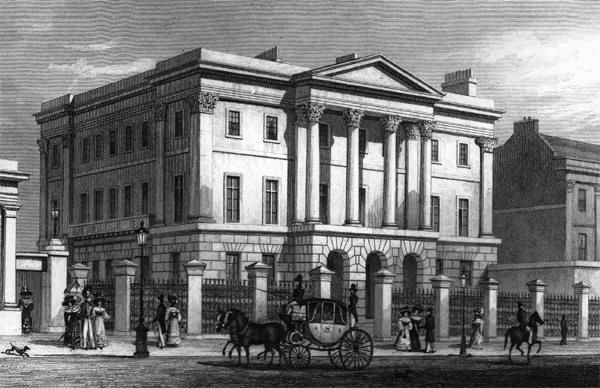
Het bij Hyde Park gelegen Apsley House in 1829. Het huis werd door Richard Wellesley aangekocht in 1807 als verblijf voor zijn gezin in Londen. Gravure door T.H. Shepherd.

### Terugkomst uit Indië
Richard Wellesleys broers Arthur en Henry waren hem terug naar Europa voorgegaan. Henry was in 1802 door de directeuren van de Company ontslagen uit zijn functie van resident in Avadh. Arthur was overtuigd dat een langer verblijf in Indië zijn carrière geen goed zou doen en was in 1804 teruggekeerd. Richard Wellesley zelf hoopte met eerbetoon te worden ontvangen, maar in plaats daarvan stuitte hij op de woede van de directeuren van de Company en onverschilligheid van de gevestigde orde. Hij werd herenigd met zijn vrouw en vijf kinderen, van wie de jongsten zonder hun vader waren opgegroeid. Na zeven jaar afwezigheid hoopte lady Wellesley op geborgenheid, zorg en zekerheid voor het gezin, maar Wellesley was persoonlijke warmte vreemd. De narcistische markies zelf kreeg van Hyacinthe in plaats van de lovende woorden waar hij naar snakte, slechts zorgen en klachten te horen. Het wederzijdse onbegrip groeide en dit betekende al snel het einde van de ooit warme relatie.
In het Britse Lagerhuis waren beschuldigingen tegen Wellesley gerezen, die mogelijk tot een impeachmentproces konden leiden, zoals zijn voorganger Warren Hastings twintig jaar eerder was overkomen. In 1803 was Henry Dundas in een vergelijkbaar proces vrijgesproken, maar toch permanent beschadigd geraakt. Wellesleys andere grote politieke vriend, William Pitt, was sinds 1803 opnieuw premier. Toen Wellesley in Engeland aankwam bleek Pitt echter ernstig ziek te zijn. Hij zou in januari 1806 overlijden. Als premier werd Pitt opgevolgd door Wellesleys vriend Grenville, maar de markies kon vanwege de beschuldigingen die in het parlement geuit waren lastig in de nieuwe regering plaatsnemen.
In 1807 verwierf Wellesley Apsley House nabij Hyde Park, niet alleen omdat hij vond dat een politicus van zijn statuur een prestigieuze woning nodig had, maar ook omdat het gebouw groot genoeg was om gescheiden van zijn vrouw te kunnen leven. Hij had een opeenvolging van minnaressen, waar hij zich in het openbaar mee vertoonde. Mogelijk was dit vooral om zijn vrouw dwars te zitten.
In 1806 en 1807 voerde de markies een dure maar uiteindelijk succesvolle pamflettencampagne om de beschuldigingen te weerleggen en zijn naam gezuiverd te krijgen. Hij besteedde hieraan een klein fortuin, maar wist zich door dik en dun gesteund door zijn jongere broers, waarvan er drie (William, Arthur en Henry) in het Lagerhuis gekozen werden bij de verkiezing van 1807. Grenville's regering was ten val gebracht en hij werd opgevolgd door de Tory-leider, de hertog van Portland. Portland wist dat de broers en hun vrienden een fractie van betekenis vormden. Hij probeerde de markies te verleiden over te lopen uit het kamp van de Whigs door hem de functie van Foreign Secretary (minister van buitenlandse zaken) aan te bieden. Wellesley bedankte voor de eer, maar zijn drie broers aanvaardden hoge functies in het landsbestuur zodat de breuk met Grenville en de liberalen duidelijk was.

### Afgezant in Spanje
De oorlog tegen Napoleon bood Arthur Wellesley ondertussen de kans militair carrière te maken. Hij bewees zich tijdens de Britse aanval op Kopenhagen in 1807 en de campagne in Portugal in 1808. In 1809 werd hij benoemd tot opperbevelhebber van de Britse strijdkrachten die de Spanjaarden steunden in hun verzet tegen de Fransen. Hoewel de slag bij Talavera op een Spaans-Britse overwinning uitliep waren de Fransen te sterk, en de Spanjaarden te slecht georganiseerd. Bovendien lagen Arthur en de Spaanse generaal Cuesta elkaar niet. Toen door de Spanjaarden toegezegde bevoorrading uitbleef besloot Arthur zijn troepen terug te trekken richting Portugal. De Britse regering stuurde Richard Wellesley als ambassadeur naar Sevilla om te bemiddelen en de samenwerking met de Spaanse junta te herstellen. De markies werd met alle egard in Spanje ontvangen en begon zijn lastige missie, waarbij het feit dat de Britse bevelhebber zijn broer was goed van pas kwam.
Richard wist dat de slecht georganiseerde Spanjaarden niet in staat waren aan Arthurs verwachtingen te voldoen. Hij drong er daarom bij de Spanjaarden op aan zowel hun bestuur als leger te reorganiseren, maar stuitte daarbij op hun trotse en onafhankelijke aard, zodat hij weinig gedaan kreeg. Tegelijkertijd probeerde Richard de Spanjaarden te overtuigen dat de terugtrekking van het Britse leger naar Portugal slechts een tactische manoeuvre was en dat de Britten Spanje niet aan haar lot over zouden laten. Dat dit niet zou gebeuren was overigens ver van zeker. Na de mislukte Walcherenexpeditie en Arthurs terugtrekking uit Spanje was de Britse publieke opinie tegen militaire interventies op het Europese vasteland aan het keren. De carrières van de broers, met name die van Arthur, waren echter verbonden geraakt aan het succes van de campagne op het Iberisch Schiereiland.
In september 1809 viel in Londen de regering Portland. De nieuwe eveneens uit de Tory Party afkomstige premier, Spencer Perceval, bood Wellesley de positie van Foreign Secretary aan, hetgeen hij graag aanvaardde. Als minister zette hij de politiek in Spanje en Portugal voort en schiep zo voor zijn broer Arthur de tijd die deze nodig had om zich in te graven en uiteindelijk de Fransen uit Spanje te verdrijven. Ook kon Richard de carrière van zijn jongste broer Henry een impuls geven: hij benoemde hem tot zijn opvolger als ambassadeur bij het Spaanse verzet.

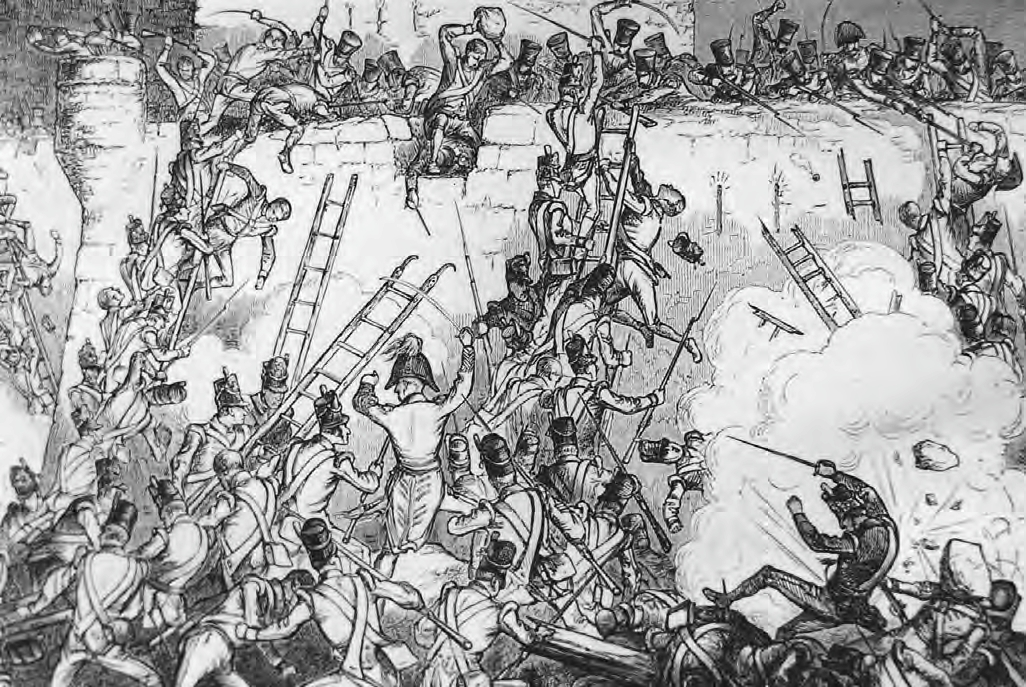
Britse soldaten tijdens de bestorming van Badajoz in 1811. Terwijl Richard Wellesley als Foreign Secretary (minister van buitenlandse zaken) de oorlog in Spanje in het parlement verdedigde, voerde zijn jongere broer Arthur de troepen aan. Tekening in s British Battles on Land and Sea (1885).

### Foreign Secretary
Eind 1809 was de situatie slecht voor de Britten. In Spanje brachten de Fransen het Spaanse verzet een serie nederlagen toe. Het zuiden van Spanje inclusief Sevilla viel in Franse handen. De Spaanse junta viel en de rebellen trokken zich terug tot Cádiz. De Iberische campagne kon niet alleen op hevige kritiek uit de oppositie rekenen, ook onder Wellesleys collega-ministers bestond twijfel. Wellesleys eigenzinnige karakter hielp hem niet anderen te overtuigen. Hij bezat niet het geduld om tegenwerpingen aan te horen en was steeds vaker afwezig bij vergaderingen van de ministerraad. Ook zijn relatie met Perceval, die weigerde meer geld voor de campagne beschikbaar te stellen, verslechterde gaandeweg.
De geschiedenis heeft de Wellesleys gelijk gegeven, maar Perceval had niet alleen militaire overwegingen. Het Continentaal Stelsel, Napoleons blokkade van alle handel met Engeland, zorgde voor economische tegenslag en een afname van de staatsinkomsten. Net als eerder in Indië had Wellesley weinig oog voor economische afwegingen. Perceval drong er bij Wellesley ook op aan om de Spanjaarden te bewegen hun havens in de koloniën in Amerika open te stellen voor Britse handelaren. Dit bleek voor de Spanjaarden een onmogelijke eis en Wellesley vertraagde de onderhandelingen zoveel mogelijk om tijd te rekken.
In dezelfde periode dwong Wellesley zijn vrouw Hyacinthe tot een boedelscheiding. Zij vertrok echter niet uit eigen wil maar schakelde advocaten in. Samen met de opeenvolgende minnaressen die Wellesley onderhield voedde dit een stroom van geruchten. Desondanks bleef zijn reputatie onder het publiek positief. De geruchten bereikten echter ook Arthur in Spanje, die het vermoeden kreeg dat Richard in plaats van politieke steun te vergaren zijn tijd met minnaressen doorbracht.
De Spaanse koloniën in Zuid-Amerika kwamen in 1810 in opstand. De Britten kwam dit niet slecht uit: het maakte de handel met Zuid-Amerika mogelijk. Wellesley wilde voorkomen dat de opstandige koloniën in het Franse kamp terecht kwamen. Hij knoopte daarom contacten aan met de Zuid-Amerikaanse rebellen, waaronder een informele ontmoeting met een delegatie van de opstandelingen onder Simón Bolívar in Londen. Dit veroorzaakte in Cádiz een diplomatieke rel, maar Wellesley verzekerde de Spanjaarden dat hij slechts probeerde te bemiddelen.

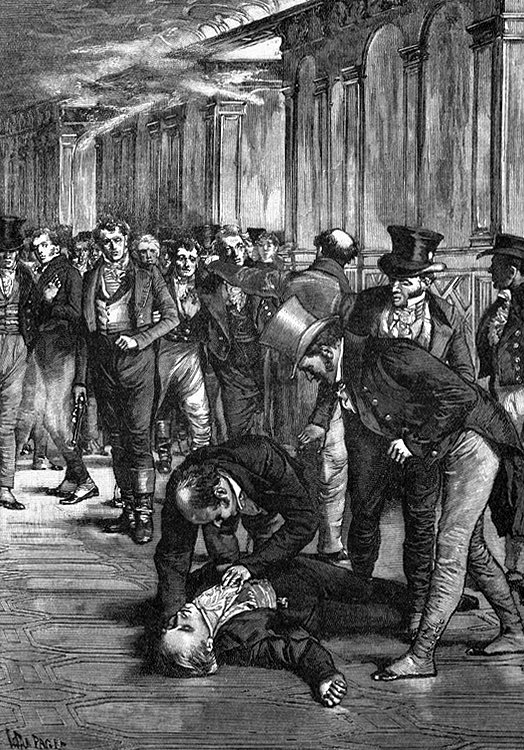
De moord op premier Spencer Perceval op 11 mei 1812. De dood van Perceval gaf Wellesley onverwachts de kans premier te worden - een kans die hij verkwanselde door mogelijke politieke bondgenoten van zich te vervreemden. Prent uit s Illustrated History of England (1909).

### Politieke val
Ondertussen had Arthur door een briljante defensieve campagne de Fransen in 1811 gedwongen zich uit Portugal terug te trekken. Nu keerden de rollen en gingen de Britten en hun Portugese en Spaanse bondgenoten in het offensief. De kritiek in Londen verdween daarom gaandeweg, maar nog steeds kon Wellesley Perceval niet overtuigen meer geld ter beschikking te stellen. Wellesley gaf Perceval op en probeerde in de gunst van prinsregent George te komen. De prins, die in 1811 de koninklijke taken van zijn zieke vader overnam, sympathiseerde met de Whigs. Wellesley hoopte dat de prins snel een liberale regering zou benoemen, waarin hijzelf een vooraanstaande rol kon spelen, liefst als premier. In januari 1812 diende hij daarom zijn ontslag in als minister, op grond van meningsverschillen met Perceval over de oorlog in Spanje en de emancipatie van de katholieken. Hij verwachtte dat de prins zou reageren door de regering te ontbinden, maar dat gebeurde niet.
In mei 1812 kwam er echter een nieuwe mogelijkheid, toen Perceval werd vermoord. De prins begon alsnog onderhandelingen over een nieuwe regering, waarbij de voormalige Secretary of Defense Lord Liverpool, George Canning en Wellesley de belangrijkste kandidaten waren. Juist toen de onderhandelingen begonnen publiceerde de Morning Chronicle een artikel over de redenen waarom Wellesley in januari ontslag had genomen. Dit bevatte harde kritiek op de kort geleden vermoorde premier Perceval, wat een grove schending was van de politieke etiquette. Hoewel Wellesley ontkende achter de publicatie te zitten, reageerde Liverpool door te verklaren niets meer met hem te maken te willen hebben. De prins droeg Wellesley op een regering te vormen. Wellesley kon zonder Liverpool echter geen ministerploeg met voldoende steun in het parlement vinden en moest de taak opgeven. Op 3 juni verklaarde hij in het hogerhuis dat zijn taak wegens persoonlijke animositeit onmogelijk was. In plaats daarvan kwam de taak een nieuwe regering te vormen nu aan Liverpool, die de nieuwe premier werd. Wellesley had zijn val te danken aan zijn slechte inschattingsvermogen, autoritaire gedrag en slechte gevoel voor tact.
Wegens de aard van het conflict leek een rol in een toekomstige regering ook buiten bereik. Precies in dezelfde periode wist Arthur een grote overwinning op de Fransen te behalen in de slag bij Salamanca (juli 1812). Madrid viel daardoor in Brits-Spaanse handen en Arthur werd alom geprezen als briljant strateeg. Toen zijn zoon Richard jr. hem het goede nieuws bracht, reageerde Wellesley met een aanval van woede over het veronderstelde onrecht dat hem was aangedaan. In Wellesleys ogen was de kentering in de oorlog vooral zijn verdienste. Hij voelde zich miskend en kon slecht accepteren dat zijn broer hem was overstegen.

## In de schaduw van Wellington

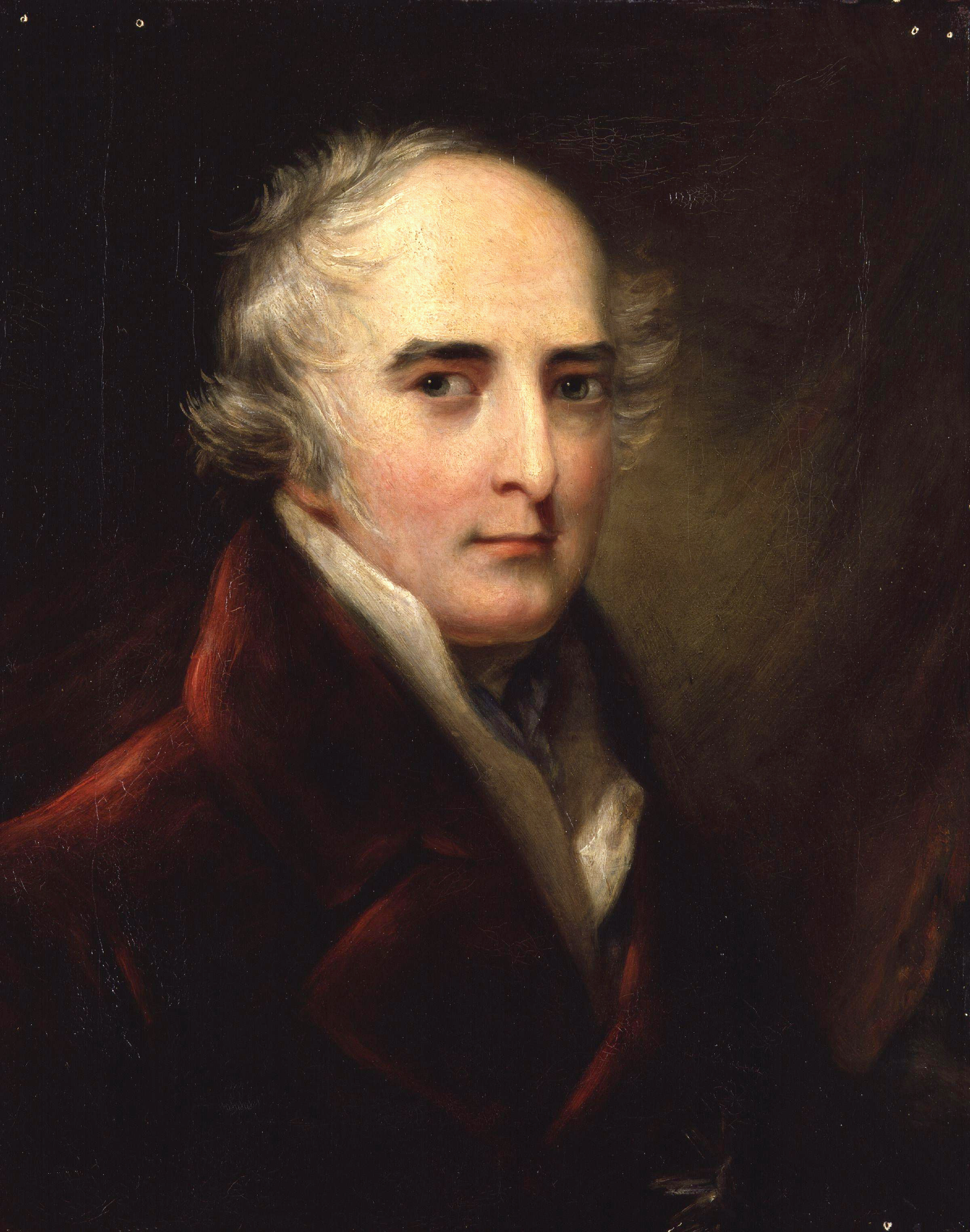
Olieverfportret van Richard, de markies Wellesley. Door John Philip Davis, datum onbekend.

### Het einde van de oorlog
In de herfst van 1812 trok Wellesley zich terug op het eiland Wight. Zijn stemming was soms bitter, maar ondertussen wist hij een parlementszetel voor zijn zoon Richard jr. te verwerven. Arthur probeerde zijn oudere broer mild te stemmen en bleef hem brieven schrijven.
In juni 1813 bracht Arthur de Fransen een verpletterende nederlaag toe bij Vitoria. De Fransen waren daardoor gedwongen zich uit Spanje terug te trekken. Arthur trok daarop over de Pyreneeën Frankrijk zelf binnen, maar door Napoleons troonsafstand in april 1814 kwam de oorlog ten einde. Richard hoopte dat zijn aandeel in de overwinning hem een positie als ambassadeur zou opleveren, maar in plaats daarvan werd Arthur als overwinnaar in Londen binnengehaald om eerst tot ambassadeur in Frankrijk en daarna tot Britse afgezant naar het Congres van Wenen te worden benoemd.
In 1815 ontsnapte Napoleon uit zijn ballingsoord in Elba. Richard Wellesley was terug in Londen en bepleitte in het hogerhuis vredesonderhandelingen en een vergelijk met Napoleon. Hij redeneerde dat het beter was Frankrijk een bepaalde mate van waardigheid te gunnen en uitte kritiek op het Congres van Wenen, dat volgens hem neerkwam op ordinair landjepik. In hoeverre hij hierin door zijn jaloezie voor Arthur werd gedreven is onduidelijk, maar het feit dat hij als vurig bepleiter van de oorlog nu voor vrede pleitte kwam op Liverpool vreemd over. Arthur, die nu hertog van Wellington was gemaakt, negeerde de kritiek van zijn oudere broer en nam in Brussel de verdediging van de Nederlanden op zich. Door Arthurs overwinning op Napoleon bij Waterloo raakte Wellesleys kritiek snel achterhaald.

### Problemen met geld en familie
Niet geheel onverwachts nam de markies Wellesley nauwelijks deel aan de feestelijkheden na het einde van de oorlog, waarbij zijn broer Arthur als overwinnaar werd gevierd. Tijdens de feestelijkheden bleek zijn dochter Anne, sinds 1806 getrouwd William Abdy, er stiekem vandoor te zijn gegaan met Lord Charles Bentinck. Wellesley en zijn overige kinderen probeerden eerst een verzoening tussen Abdy en zijn vrouw te bewerkstelligen maar de eerste zag dit niet zitten. Bentinck beloofde Anne te trouwen en uiteindelijk moest Abdy worden afgekocht zodat het huwelijk plaats kon vinden.
In 1816 stierf Wellesleys vrouw Hyacinthe, die nooit een sterke gezondheid had gehad. Hoewel zij hem in dit stadium volkomen koud liet, veroorzaakte haar dood een ruzie met zijn kinderen over de erfenis. Wellesley meende dat de in rechtszaken aan Hyacinthe toegezegde bezittingen hem rechtmatig toebehoorden. Zelf hield Wellesley er al jaren een levensstijl op na die hij zich niet kon veroorloven. Het fortuin dat hij in Indië gemaakt had was uitgegeven. Hij hield zichzelf enige tijd in stand met hypotheken op zijn Ierse bezittingen. In 1817 was ook deze mogelijkheid uitgeput en was hij gedwongen sommige van de Ierse landerijen te verkopen. Ook klopte hij bij zijn broer Arthur aan voor een lening. Deze kocht Apsley House van hem voor een bedrag van 42.000 pond, veel meer dan de 16.000 die het Richard gekost had.

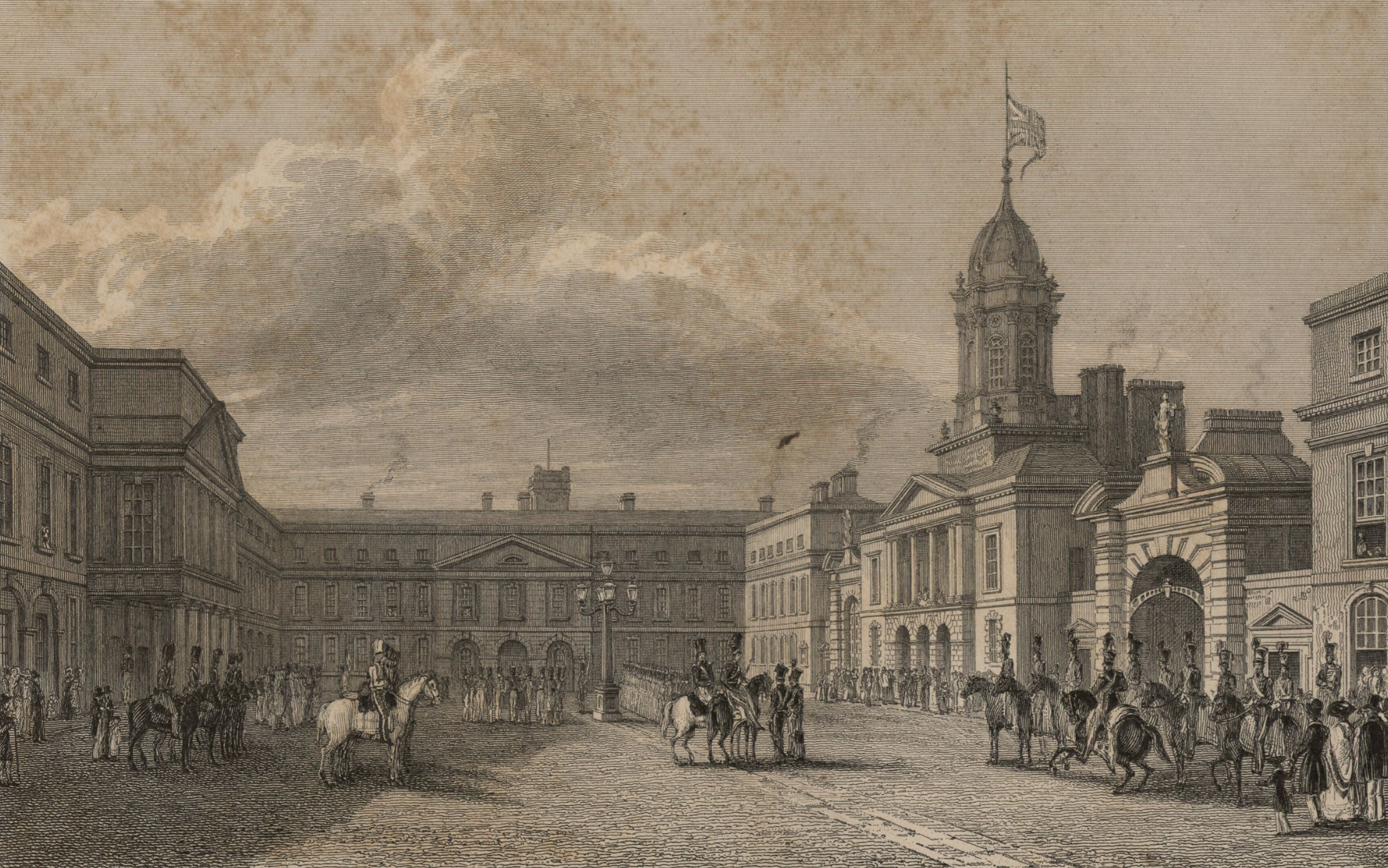
Dublin Castle, de verblijfplaats van de Lord Lieutenant van Ierland. Tekening door Alphonse Dousseau in 1830.

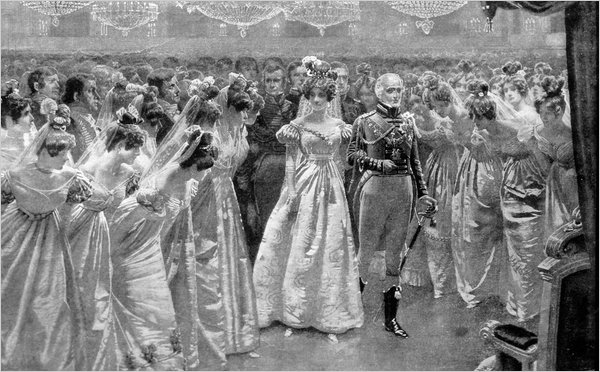
Richard Wellesley en zijn vrouw Marianne Patterson openen het debutantenbal van Dublin in 1826.

### Lord Lieutenant van Ierland
Wellesleys herstel kwam in 1821, toen de regering van Liverpool hem onverwachts de positie van Lord Lieutenant van Ierland aanbood. In de voorgaande jaren was onder de Ierse bevolking veel onvrede ontstaan onder de protestantse en compromisloze Earl Talbot. Liverpool zag in dat een pro-katholieke kandidaat de gemoederen kon bedaren, en Wellesley was altijd een voorstander van de emancipatie van de katholieken geweest. Sinds Liverpools aantreden als premier had Wellesley de regering op dit punt bekritiseerd. Volgens Wellesley kon de gelijkberechtiging van katholieken zoveel onvrede wegnemen dat het niet langer nodig was een grote Britse troepenmacht in Ierland te onderhouden. Bij gelijkberechtiging zouden de Ierse katholieken volgens hem goede onderdanen van het Britse Rijk worden.
Dat Wellesley de functie onmiddellijk aanvaardde lag er waarschijnlijk vooral aan dat hij het geld nodig had. Naast de religieuze kwestie leed Ierland onder rellen en voedselschaarste. Wellesley vroeg de regering om extra bevoegdheden die hem prompt werden toegekend. Eenmaal in Dublin wist hij de rellen de kop in te drukken, maar was hij bijzonder ongeliefd bij de oranjeorden, die uit protestantse extremisten bestonden. Hij was de eerste Lord Lieutenant die een verandering van beleid probeerde te bewerkstelligen door te proberen de katholieken te betrekken. Zo stelde hij katholieke rechters aan en ontsloeg hij de impopulaire attorney general William Saurin. Ook verbood hij de oranjeorden festiviteiten zoals de jaarlijkse versiering van het standbeeld van Willem III.
Wellesley was geen man van dialoog en trad daarom zelden in contact met de verschillende groepen in de Ierse samenleving. Wat niet meehielp was de vijandigheid die hij onder het publiek ontmoette. Bij een theatervoorstelling op 14 december 1822 werd de Lord Lieutenant uitgejouwd en bekogeld. Wegens zijn slechte financiële situatie en zijn gewoonte eigenzinnig en autoritair op te treden sloot hij zich min of meer op in Dublin Castle.
In 1823 stichtte Daniel O'Connell de Catholic Association en nu beide kampen zich organiseerden rees de vrees voor een Ierse burgeroorlog. Wellesley ijverde zich ervoor de Catholic Association te ontbinden en liet O'Connell in 1824 arresteren. De regering in Londen steunde Wellesley hierin, maar vergelijkbare acties tegen de orangisten vielen minder goed. Pro-protestantse Tories als Robert Peel en Wellesleys broer Arthur, de hertog van Wellington, die als Master-General of the Ordnance onder Liverpools regering diende, zagen in de orangisten de belangrijkste aanhangers van het Britse bestuur in Ierland, en vonden het onnodig hen van de regering te vervreemden. O'Connell werd overigens al snel weer vrijgelaten.

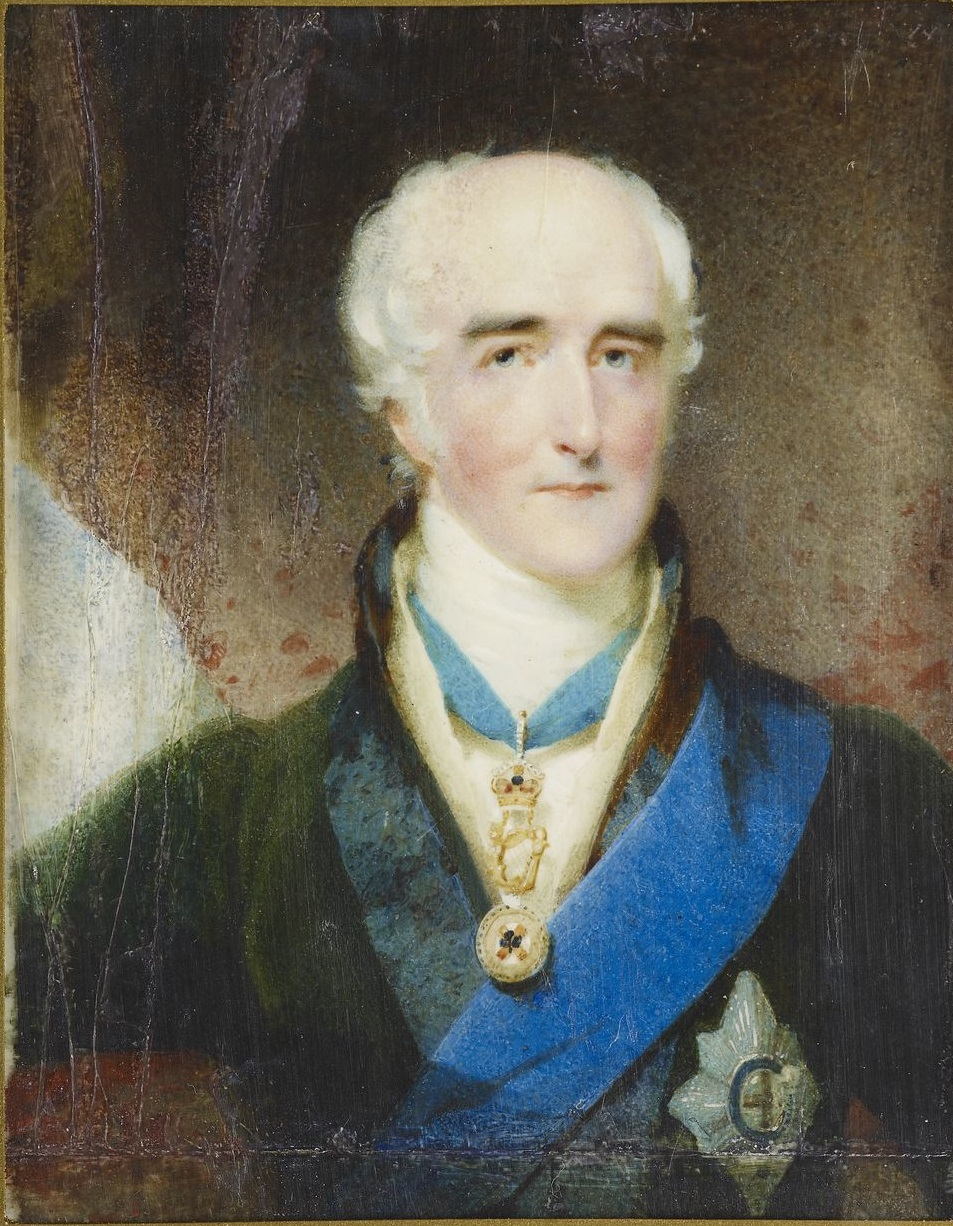
Richard Wellesley als Lord Lieutenant van Ierland, miniatuurportret door Andrew Robertson, 1826.

### Verwijdering van Wellington
Op 29 oktober 1825 trouwde Wellesley met Marianne Patterson. Patterson was een Amerikaanse en kleindochter van Charles Carroll, een ondertekenaar van de Amerikaanse onafhankelijkheidsverklaring. Ze was een zuster van Elizabeth Patterson Bonaparte, schoonzus van Napoleon. Dit huwelijk was in Ierland omstreden, omdat Patterson katholiek was. Daarnaast was Patterson een vroegere minnares van de hertog van Wellington, wat de verstandhouding tussen de twee broers, die gaandeweg verslechterd was, geen goed deed. Wellington ergerde zich aan Wellesleys neerbuigende houding naar zijn jongere broers. Ook was hij het niet eens met Wellesleys politiek in Ierland. Wellesley was waarschijnlijk niet op de hoogte van zijn broers gevoelens.
In 1828 was Liverpool gedwongen af te treden als premier, waarop Canning kortstondig een nieuwe regering leidde, maar al na vier maanden overleed. De politieke crisis viel samen met de afloop van Wellesleys termijn in Ierland. Wellesley reisde naar Londen af in de hoop een post in de regering te krijgen. Koning George IV benaderde echter zijn broer Wellington, die in de voorgaande jaren was uitgegroeid tot een van de leiders van de Tory Party. Arthur liet Richard weten dat er geen plek in de regering voor hem was. Wellesley belandde in de oppositiebanken en de animositeit tussen de broers was nu publiek zichtbaar.
Algemeen werd aangenomen dat Wellington als conservatief tegen de gelijkberechtiging van katholieken was. In zijn kabinet werden bovendien posten die met Ierland te maken hadden allen door protestanten bezet. Desondanks was Wellington de premier die een wet door het parlement wist te krijgen die katholieken gelijke rechten gaf. In tegenstelling tot zijn broer Richard was hij niet pro-katholiek, maar hij zag in dat dit de beste manier was om de rust in Ierland te bewaren. Richard moest opnieuw dulden dat iets waar hij jaren voor geijverd had uiteindelijk door zijn broer werd bewerkstelligd. Hij was nu bijna 70 jaar oud en zijn bezoeken aan het parlement waren onregelmatig geworden. De jongere senatoren beklaagden zich er wel over dat Wellesley, bekend om zijn briljante toespraken, vrijwel nooit meer het woord nam.
Wellesleys inzichten schoven steeds meer op naar de Whigs. Hij was een voorstander van de hervorming van de kerk en het kiesstelsel, die Wellington juist tegen probeerde te houden. Onder aanhoudende demonstraties en onrust in het land diende Wellington in 1830 zijn ontslag in als premier. De Earl Grey werd de nieuwe premier van een liberale Whig-regering. Wellesley werd in deze regering benoemd tot Lord Steward of the Household en zijn vrouw Marianne werd hofdame van koningin Adelaide. Grey wist de Reform Act van 1832 door het parlement te loodsen, waarin het kiesstelsel werd hervormd. Hoewel de Reform Act in het hogerhuis door de Tories (waaronder Wellington) werd tegengehouden, nam het parlement de wet uiteindelijk onder druk van demonstraties en interventie van de koning (William IV) aan.

### Opnieuw Ierland
Een andere wet van de Whig-regering Grey was een hervorming van de kerk in Ierland. Met name de onder de katholieke bevolking impopulaire "tithes" (tienden), de belasting die aan de kerk toekwam, werden door de liberalen als een probleem gezien. Met de hulp van Wellesley diende de jonge liberaal John Russell in 1833 een voorstel in dat voor enige verandering zou zorgen.
Nadat de gelijkberechtiging van de katholieken was bewerkstelligd was de rust in Ierland niet teruggekeerd, zoals Wellesley gehoopt had. De katholieke verzetsleiders als O'Connell kwamen met verder gaande, nieuwe eisen. Wellesley had in zijn tijd als Lord Lieutenant al geprobeerd de regering tot hervorming van de kerk in Ierland te bewegen, en ook zijn opvolger, de markies van Anglesey, drong hier bij de regering in Londen op aan. Anglesey wist dankzij een Coercion Act (het intrekken van publieke vrijheden) de rust te herstellen, maar had genoeg gehad en diende zijn ontslag in. Tot iedereens verbazing werd de oude Wellesley opnieuw tot Lord Lieutenant benoemd. Nadat hij in oktober 1833 in Dublin was gearriveerd, begon Wellesley echter vol energie aan zijn taak. Hierbij vond hij opnieuw de extremisten aan zowel protestantse als katholieke zijde tegenover zich.
In 1834 maakte Edward Littleton, Wellesleys schoonzoon en de Chief Secretary for Ireland, de fout O'Connell te vertellen dat de Coercion Act aangepast zou worden. Littleton beweerde dat Wellesley de regering al had geïnformeerd, hetgeen Wellesley later zou ontkennen. Toen het voorstel tot verlenging van de Coercion Act in het parlement behandeld werd bleek er echter niets veranderd te zijn. Het schiep de indruk dat Wellesley wegens zijn leeftijd niet meer in staat was adequaat te handelen.
In Londen trad Grey af om plaats te maken voor de eveneens liberale Lord Melbourne. Koning Wiliam IV, die Melbourne niet kon luchten, greep daarop in en maakte Wellington interim-premier totdat Robert Peel een regering kon samenstellen. De machtsgreep van de Tories kwam voor de Whigs als een complete verrassing. Wellesley wist dat hij niet onder zijn broer kon dienen en diende zijn ontslag in. Maar in het hogerhuis verzetten de Whigs zich met hand en tand tegen de Tories en al in april 1835 viel Peels regering. Melbourne werd de nieuwe premier namens de Whigs.
Tot Wellesleys verrassing stuurde Melbourne hem niet opnieuw naar Dublin maar benoemde hij hem tot Lord Chamberlain. De reden is eenvoudig dat Melbourne Wellesley liever op een positie zag waar niet te veel fout kon gaan. Wellesley kreeg dit door. Hij reageerde woedend en met de van hem bekende gekwetste trots. Hij legde zijn functie neer en trok zich terug uit het publieke leven.

### Latere leven
Wellesley en zijn vrouw Marianne huurden een huis bij Fulham, waar hij zijn laatste jaren sleet. Marianne was niet altijd bij haar echtgenoot, omdat ze van reizen hield en vaak vrienden bezocht, maar de lucht die dit in de relatie schiep lag beiden goed. Richard gebruikte de tijd om zijn correspondentie uit de periode in Indië te bewerken en publiceerde dit werk in 1836 en 1837. Marianne wist een verzoening tussen Richard en zijn broer Arthur te bewerkstelligen. Omdat Arthur in dezelfde periode ook zijn correspondentie klaarmaakte voor publicatie, konden de broers elkaar helpen. Ambities stonden niet langer in de weg en de broers bleven elkaar regelmatig bezoeken tot Richards dood.
De reactie op de publicatie van Wellesleys India Despatches was zeer positief. Brits-Indië was inmiddels een vaststaand gegeven geworden en het publiek was verrast door de verhalen uit de tijd dat de Britse macht over de koloniën nog moest worden bevochten. Algemeen werd Wellesleys rol bij de verovering van Indië erkend en geprezen. De directeuren van de East India Company lieten zelfs een standbeeld van Wellesley in East India House onthullen, waardoor Wellesley zich eindelijk met de Company verzoende.
Ook bestudeerde Wellesley de klassieken, iets dat hij sinds zijn studietijd niet meer gedaan had. Hij schreef gedichten in het Latijn en Grieks en publiceerde een kleine verzameling hiervan in 1839. In het opvolgende jaar publiceerde hij een grotere verzameling, die lovende reacties kreeg.
Wellesley overleed op 26 september 1842 na een korte ziekte, op 82-jarige leeftijd. Hij werd begraven in Eton College op 8 oktober.

## Familie
De ouders van Richard Wellesley waren Garret Wesley, Earl van Mornington (1735-1781) en Anne Hill (1742-1831), dochter van de Viscount Dungannon. Zijn broers en zus waren:
- William Wellesley, baron Maryborough (1763-1845), volgde Richard op als Earl of Mornington;
- Arthur Wellesley, hertog van Wellington (1769-1852);
- Gerald Wellesley, priester (1770-1848);
- Henry Wellesley, baron Cowley (1773-1847);
- Anne Wellesley (1775-1844), getrouwd met (1) Henry FitzRoy, zoon van de baron Southampton, (2) Charles Culling-Smith.

Richard Wellesley, markies van Wellesley, trouwde met Hyacinthe-Gabrielle Roland (1766-1816). Hun kinderen waren:
- Richard Wellesley (junior, 1787-1831), parlementslid;
- Anne Wellesley (1788-1875), getrouwd met (1) William Abdy, baronet, (2) Charles Bentinck, zoon van de hertog van Portland (1780-1826), via haar kinderen uit het tweede huwelijk is Anne een voorouder van koningin Elizabeth II;
- Hyacinthe Mary Wellesley (1789–1849), getrouwd met Edward Littleton, baron Hatherton (1791-1863);
- Gerald Wellesley (1792–1833), Brits resident te Indore;
- Henry Wellesley (1794–1866), Principal van New Inn Hall (universiteit van Oxford).

Richards tweede huwelijk met Marianne Patterton (1788-1853) bleef kinderloos. De markies had ten minste twee buitenechtelijke kinderen bij zijn minnares Elizabeth Johnston, onder wie Edward Johnston, die zijn secretaris was tijdens zijn eerste termijn in Ierland.
- Bibliothèque nationale de France: cb150494975 (data)
- Gemeinsame Normdatei: 115670211
- International Standard Name Identifier: 0000 0000 8247 1690
- Library of Congress Control Number: n80132816
- Nationale Bibliotheek van Israël: 987007277694105171
- Nationale Bibliotheek van Polen: a0000003725459
- Nederlandse Thesaurus van Auteursnamen: 070052271
- Trove: 1227198
- Virtual International Authority File: 62284378
- WorldCat: E39PBJwX43cRqFXrxc7RDp6kDq